# 조나탕 벤테케
조나탕 벤테케 리세카(프랑스어: Jonathan Benteke Liseka, 1995년 4월 28일 ~ )는 벨기에의 축구 선수이다.
리에주에서 태어난 벤테케는 스탕다르 리에주 유소년팀에서 활약했으며, 비제에서 1군 데뷔전을 치렀다. 이후 2014년 쥘터 바레험으로 이적하였고, 같은 해 9월 27일 안데를레흐트와의 경기에서 70분 글리노르 플레트와 교체 투입되면서 데뷔전을 치렀다.
2016년 9월 1일 벤테케는 자신의 형이 활약하고 있는 구단인 크리스털 팰리스로 이적한다. 9일 뒤 벤테케는 미들즈브러와의 경기에서 데뷔전을 가졌다.

## 사생활
벤테케는 콩고 민주 공화국계 벨기에인 부모님 밑에서 태어났으며, 크리스털 팰리스의 주전이자 벨기에 축구 국가대표팀에서 활약하는 선수인 크리스티앙 벤테케의 동생이다.